# Skalsnigel
Skalsnigel (Testacella haliotidea) är en snäckart som beskrevs av Draparnaud 1801. Skalsnigel ingår i släktet Testacella och familjen Testacellidae. Arten har ej påträffats i Sverige. Inga underarter finns listade i Catalogue of Life.